# 三原地域鉄道部
三原地域鉄道部（みはらちいきてつどうぶ）とは、かつて広島県三原市館町にあった西日本旅客鉄道（JR西日本）の鉄道部の一つである。

## 概要
ローカル線の活性化と効率的な鉄道運営ができるように、JR西日本は1990年6月1日から主に支線区に対して鉄道部制度を導入していたが、1995年10月1日から鉄道部制度を幹線系の地域にも導入し、地域鉄道部として地域の特性に応じた業務が行われていた。
三原地域鉄道部は三原駅構内にあり、広島支社が管轄していた。しかし、2018年6月1日付の組織改定を以って廃止された。

### 管轄路線
廃止時点のもの。
- 山陽本線：糸崎駅（構内を除く[3]） - 白市駅（構内を除く[4]）
- 呉線：三原駅 - 広駅（構内を除く[5]）

## 歴史
- 1995年（平成7年）10月1日 : 鉄道部制度の導入に伴い、地域鉄道部として発足[6]。
- 2018年（平成30年）6月1日 : 組織改定により廃止。支社直轄の体制に移行[2]。